# Панамериканский чемпионат по дзюдо 2020
Панамериканский чемпионат по дзюдо 2020 года предполагалось провести в апреле в городе Монреаль (Канада). Однако 10 марта 2020 года на заседании Международной федерации дзюдо было принято единогласное решение не проводить чемпионат из-за эпидемии коронавируса. Кроме Панамериканского чемпионата также были отменены ещё 19 других крупных международных соревнования по дзюдо. Тем не менее, в ноябре того же года чемпионат был проведён. Он состоялся с 19 по 22 ноября в городе Гвадалахара (Мексика). В соревнования приняли 122 участника из 17 стран (70 мужчин и 52 женщины).

## Медалисты

### Мужчины
| Категория               | Золото                      | Серебро                       | Бронза                                                            |
| ----------------------- | --------------------------- | ----------------------------- | ----------------------------------------------------------------- |
| Суперлёгкая (до 60 кг)  | Эрик Такабатаке · Бразилия  | Адонис Диас · США             | Стивен Марокко · Эквадор Ленин Прециадо · Эквадор                 |
| Полулёгкая (до 66 кг)   | Даниел Карнин · Бразилия    | Осниэль Солис · Куба          | Тал Алмог · Аргентина Орландо Полансо · Куба                      |
| Лёгкая (до 73 кг)       | Антуан Буше · Канада        | Эдуардо Барбоса · Бразилия    | Гильберто Кардосо · Мексика Алонсо Вонг · Перу                    |
| Полусредняя (до 81 кг)  | Адриан Гандия · Пуэрто-Рико | Эдуардо Юди Сантос · Бразилия | Луис Анхелес · Перу Медиксон дель Орбе · Доминиканская Республика |
| Средняя (до 90 кг)      | Иван Фелипе Силва · Куба    | Рафаэль Маседо · Бразилия     | Кольтон Браун · США Захари Бёрт · Канада                          |
| Полутяжёлая (до 100 кг) | Шади Эль Нахас · Канада     | Рафаэль Бузакарини · Бразилия | Роберт Флорентино · Доминиканская Республика Кайл Рэйес · Канада  |
| Тяжёлая (свыше 100 кг)  | Энди Гранда · Куба          | Рафаэл Силва · Бразилия       | Дэвид Моура · Бразилия Марк Дешенес · Канада                      |

### Женщины
| Категория              | Золото                           | Серебро                       | Бронза                                            |
| ---------------------- | -------------------------------- | ----------------------------- | ------------------------------------------------- |
| Суперлёгкая (до 48 кг) | Паула Парето · Аргентина         | Эдна Карилло · Мексика        | Кейси Перафан · Аргентина Мэри ди Варгас · Чили   |
| Полулёгкая (до 52 кг)  | Екатерина Гуича · Канада         | Луз Олвера · Мексика          | Наоми Акоста · Куба Ларисса Пимента · Бразилия    |
| Лёгкая (до 57 кг)      | Мириам Ропер · Панама            | Лейлани Акияма · США          | Арнаэс Оделин · Куба Джессика Перейра · Бразилия  |
| Полусредняя (до 63 кг) | Катрин Бошмен-Пинар · Канада     | Анрикелис Барриос · Венесуэла | Алиша Галлес · США Кетлейн Квадрус · Бразилия     |
| Средняя (до 70 кг)     | Мария Портела · Бразилия         | Мария Перес · Пуэрто-Рико     | Шантель Райт · США Эльвисмар Родригес · Венесуэла |
| Полутяжёлая (до 78 кг) | Ванесса Чала · Эквадор           | Нефели Пападакис · США        | Диана Бренес · Коста-Рика Карен Леон · Венесуэла  |
| Тяжёлая (свыше 78 кг)  | Мария Суэлен Альтеман · Бразилия | Беатрис Соуза · Бразилия      | Юлиана Боливар · Перу                             |

### Смешанные командные соревнования
| Команды           | Золото   | Серебро | Бронза |
| ----------------- | -------- | ------- | ------ |
| Смешанные команды | Бразилия | Куба    | Перу   |